# Miss March
Pour plus de détails, voir Fiche technique et Distribution.
Miss March ou Miss Mars au Québec, est une comédie américaine écrite et réalisée par Zach Cregger et Trevor Moore, sortie en 2009.

## Synopsis
Eugène, un jeune lycéen, se réveille après avoir passé quatre ans dans le coma et découvre que sa petite amie de lycée pose nue dans le magazine Playboy. Accompagné de son ami d'enfance Tucker Cleight, il part jouer les troubles-fêtes dans le fameux manoir Playboy…

## Fiche technique
- Titre : Miss March
- Titre québécois : Miss Mars
- Réalisation : Zach Cregger et Trevor Moore
- Scénario : Zach Cregger et Trevor Moore, d'après une histoire de Dennis Haggerty, Ryan Homchick et Thomas Mimms
- Direction artistique : Dins W.W. Danielsen
- Décors : Cabot McMullen
- Costumes : Sarah de Sa Rego et Alexis Scott
- Photographie : Anthony B. Richmond
- Montage : Tim Mirkovich
- Musique : Jeff Cardoni
- Production : Vince Cirrincione, Tobie Haggerty, Tom Jacobson et Steven J. Wolfe (en)
- Sociétés de production : Sneak Preview Entertainment et The Jacobson Company
- Sociétés de distribution : Fox Searchlight Pictures (États-Unis), 20th Century Fox (France)
- Pays d'origine : États-Unis
- Langue originale : anglais
- Genre : comédie
- Durée : 89 minutes
- Dates de sortie :
  -  États-Unis : 13 mars 2009
  -  France : 22 juillet 2009

## Distribution
- Zach Cregger (VFB : Bruno Mullenaerts ; VQ : Gabriel Lessard): Eugene Bell
- Trevor Moore (VFB : Alessandro Bevilacqua ; VQ : Nicolas Charbonneaux-Collombet) : Tucker Cleigh
- Raquel Alessi (VFB : Mélanie Dambermont ; VQ : Stéfanie Dolan) : Cindy Whitehall
- Molly Stanton (en) (VFB : Audrey d'Hulstère ; VQ : Annie Girard) : Candace
- Craig Robinson (VFB : Martin Spinhayer ; VQ : Stéphane Rivard) : Horsedick.MPEG
- Hugh Hefner (VFB : Michel de Warzée): lui-même
- Eve Mauro : Vonka
- Alexis Raben : Katja
- Windell Middlebrooks

| doublage belge - Société de doublage : Dubbing Brothers Belgique - Direction artistique : Marie-Line Landerwyn - Adaptation des dialogues : Flaminio Korkos et Alain Berguig - Enregistrement : Grégory Beaufays - Mixage : Frédéric Dray - Montage : Sébastien Lacheray | doublage québécois - Société de doublage : Cinélume - Direction artistique : Anne Caron - Adaptation des dialogues : Pascale Lortie et Michel Gatignol |

## Réception

### Critiques
Le film reçut beaucoup de mauvaises critiques. Hugh Hefner fut aussi nommé aux Razzie Awards dans la catégorie pire acteur ("worst supporting actor"). Le critique Tom Charity de CNN classe le film comme étant le pire film de l'année 2009. Un porte-parole du Los Angeles Times, Tom O'Neil, s’interrogeait, quant à lui, si le film pouvait être le pire film de l'année 2009.

### Box office
Son week-end d'ouverture, le film a engrangé 2 400 000 de dollars, ce qui a classé le film en dixième position. Le film a remporté en tout 4 540 000 de dollars aux États-Unis et au Canada.